# 第六高等学校 (旧制)
| 第六高等学校 （六高） | 第六高等学校 （六高） |
| --------------------- | --------------------- |
| 創立                  | 1900年3月29日         |
| 所在地                | 岡山県岡山市古京町    |
| 初代校長              | 酒井佐保              |
| 廃止                  | 1950年3月             |
| 後身校                | 岡山大学              |
| 同窓会                |                       |

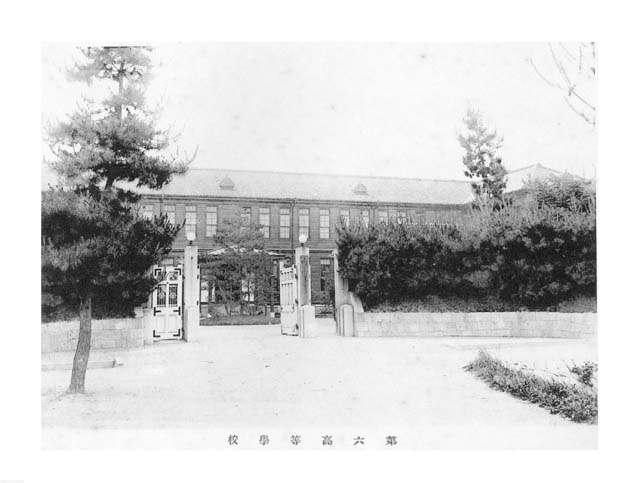
第六高等学校（1926年頃撮影）

旧制第六高等学校（きゅうせいだいろくこうとうがっこう）は、1900年（明治33年）3月に岡山県岡山市に設立された官立旧制高等学校。略称は「六高」（ろっこう）。

## 概要
- 1886年 - 87年の高等中学校7校（うち5校がナンバースクール）の設立後、高等学校令に基づき新規に設立された旧制高校としては最初のものである。高校新設をめぐる広島との熾烈な争奪戦を経て、（後に岡山医科大学に昇格する三高医学部を除けば）中国地方では、山口高等学校（山口高等中学校として設立、1905年（明治38年）に山口高等商業学校へ転換、1919年（大正8年）に改正高等学校令に基づき再興）に次ぐ2番目の高校として設立された。
- 文科・理科からなる修業年限3年の高等科を設置し、卒業生の進学先は東京・京都の両帝大にほぼ二分されていた。運動部の活動が特に盛んな高校として知られ、インターハイ（旧制）ではほとんどの部が全国優勝を勝ち取っている。
- 実践を重んずる校風があり、政財界や法曹界に数多くの人材を輩出している反面、文芸方面への進出は極端に少ない。
- 新制岡山大学の前身校の一つで法文学部・理学部・教養部の構成母体となった。

## 沿革
- 1900年
  - 3月29日 - 設立[1]。

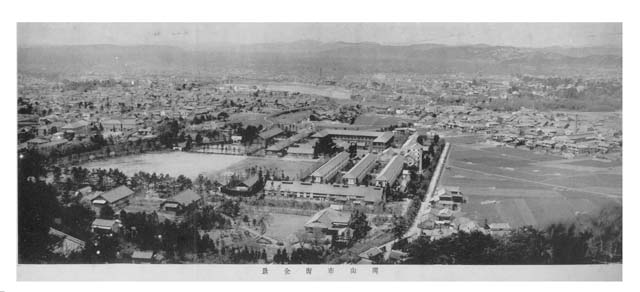
1926年頃の岡山市街全景。中央の校舎群が第六高等学校。

  - 4月19日 - 大学予科を設置。9月11日より授業を開始する[2]。
  - 9月15日 - 開校式を行う[3]。
- 1928年6月 - 食事改善要求に端を発する学校騒動。放校2名・除名13名の処分。
- 1929年 - 柔道部が全国高専柔道大会で8連覇を達成。
- 1945年6月29日 - 米軍による岡山空襲で校舎・寮が焼失。
- 1949年5月 - 新制岡山大学に包括される。
- 1950年3月 - 廃校。

## 歴代校長
- 初代：酒井佐保（1900年4月13日 - 1910年11月25日）
- 第2代：金子銓太郎（1910年11月25日 - 1919年1月）
- 第3代：丸山環（1919年1月 - 1924年6月）
- 第4代：小松倍一（1924年6月 - 1928年9月）
- 第5代：岡野義三郎（1928年9月 - 1935年8月）
- 第6代：隈本繁吉（1935年8月 - 1938年4月）
- 第7代：金子幹太（1938年4月 - 1941年4月）
- 第8代：長岡寛統（1941年4月 - 1944年4月）
- 第9代：黒正巌（1944年4月 - 1949年7月）
- 第10代：渡辺宗太郎（1949年7月 - 1950年3月）

## 校地の変遷と継承

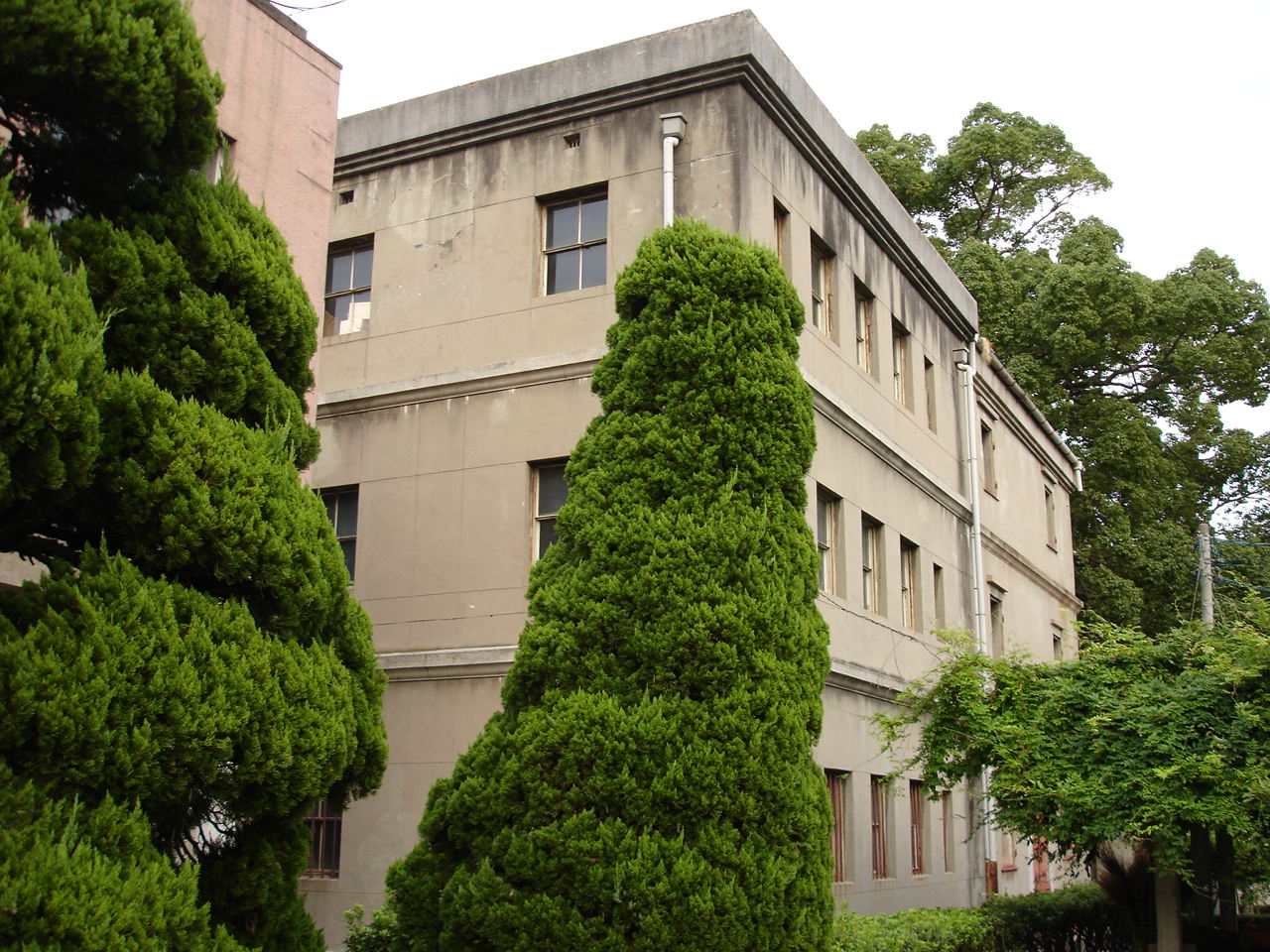
岡山県立岡山朝日高校内に現存するかつての第六高等学校の書庫

岡山市中区古京町の操山の麓に位置する校地は「六稜」と呼ばれ新制岡山大学への包括まで維持されたが、1945年6月の空襲による校舎などの焼失後は、完全に復興されないまま廃校となった（敗戦後黒正巌校長の下で動員された六高生多数が、進駐軍が撤収して空き家となった岡山の陸軍第17師団跡地22万坪を確保、現在の岡山大学津島キャンパスとなった）。
現在、かつての六高校地は岡山県立岡山朝日高等学校に継承されており、当時の建造物のうち書庫（画像参照）・柔道場・校門が現存し、校内には六高記念館が設置されている。

## 有名な出身者

### 政界
- 宮澤裕 - 衆議院議員、元首相宮澤喜一の父
- 中島弥団次 - 衆議院議員（立憲民政党）
- 星島二郎 – 衆議院議長
- 林譲治 - 衆議院議長
- 岡野清豪 - 文部大臣、通商産業大臣
- 池崎忠孝 - 衆議院議員、評論家
- 栗栖赳夫 - 大蔵大臣
- 重政誠之 - 農商次官・農林次官、農林大臣
- 黒田寿男 - 衆議院議員（日本社会党）、労働者農民党主席
- 和田博雄 - 農林大臣、衆議院議員（日本社会党）/ 企画院革新官僚
- 高橋等 - 法務大臣、逓信官僚
- 石原幹市郎（石原武二） - 自治大臣、内務省出身
- 坊秀男 - 厚生大臣、大蔵大臣
- 柳田秀一 - 衆議院議員（日本社会党）
- 帆足計 - 衆議院議員（日本社会党）
- 西村尚治 - 沖縄開発庁長官、郵政事務次官
- 安井謙 - 参議院議長
- 木村睦男 - 参議院議長、運輸官僚
- 秋山長造 - 参議院副議長
- 亀長友義 - 参議院議員（自由民主党）、農林事務次官
- 安倍晋太郎 - 外務大臣
- 前川旦 - 参議院議員・衆議院議員（日本社会党）
- 桃井直美 - 高知県知事
- 山田節男 - 広島市長
- 三木行治 - 岡山県知事、マグサイサイ賞受賞
- 金子正則 - 香川県知事
- 長野士郎 - 岡山県知事、自治事務次官

### 官界
- 久埜茂 - 郵政省郵務局長
- 松本学 - 内務省警保局長
- 次田大三郎 - 内務次官、国務大臣
- 今井田清徳 - 逓信次官、朝鮮総督府政務総監
- 松田令輔 - 専売局副総裁
- 竹内新平 - 大東亜次官、大蔵官僚
- 赤木朝治 - 内務省警保局図書課課長、内務次官
- 挟間茂 - 内務次官
- 山田龍雄 - 逓信次官、大蔵官僚
- 藤野恵 - 文部次官、内務出身
- 吉永時次 - 警視総監
- 早川三郎 - 警視総監
- 白根松介 - 宮内次官
- 安倍源基 – 内務大臣、警視総監
- 小泉親彦 - 厚生大臣、陸軍軍医総監
- 楠見義男 - 初代農林事務次官
- 岡田秀男 - 中小企業庁長官（1952年8月）
- 森誓夫 - 通商産業省軽工業局長
- 熊谷典文 - 通産事務次官（1968年5月）、住友金属社長
- 井上武久 - 特許庁長官（1971年6月）
- 影山衛司 - 中小企業庁長官、商工組合中央金庫総裁
- 仲矢鍛 - 大阪通商産業局長
- 法眼晋作 - 外務事務次官
- 井上義海 - 大蔵省印刷局長、神戸製鋼所社長・会長
- 片山充 - 大蔵省印刷局長
- 大村筆雄 - 大蔵省国有財産局長、会計検査院長
- 泉美之松 - 国税庁長官、日本専売公社総裁
- 花岡圭三 - 自治事務次官
- 大林勝臣 - 自治事務次官
- 荒木茂久二 - 運輸事務次官、鉄道省出身
- 秋山龍 - 運輸事務次官、東京モノレール社長
- 岡田修一 - 運輸省海運局長、ジャパンライン社長
- 大野勝三 - 初代郵政事務次官、国際電信電話社長
- 石井多加三 - 郵政事務次官
- 寺中作雄 - 文部省社会教育局長、国立競技場理事長
- 小長啓一 - 通産事務次官（1984年6月）、アラビア石油会長
- 藤井松太郎 - 第7代日本国有鉄道総裁
- 京谷好泰 - 国鉄副技師長、リニアモーターカー開発者
- 可知貫一 - 農商務省技師、京都帝国大学教授
- 太田吾一 - 台湾総督府官僚、台北市尹

### 法曹
- 細野長良 - 最後の大審院長
- 岩村通世 - 司法次官、検事総長、司法大臣
- 海野晋吉 - 第7代日弁連会長、砂川事件主任弁護人
- 林逸郎 - 第13代日弁連会長、大本教事件弁護人
- 奥野健一 - 最高裁判所判事 / 奥野健男の父
- 塩田末平 - 広島地方検察庁検事正
- 布施健 - 検事総長
- 團藤重光 - 刑法学者、最高裁判所判事
- 味村治 - 内閣法制局長官、最高裁判所判事
- 西田公一 - 弁護士、サリドマイド事件弁護団長
- 吉永祐介 - 検事総長
- 豊島英次郎 - 名古屋高等検察庁検事長
- 村上久 - 千葉地方検察庁検事正、日本公証人連合会会長

### 財界
- 古田俊之助 – 最後の住友本社総理事
- 太田収 – 山一證券社長
- 神社柳吉 - 倉敷紡績社長
- 芦原義重 - 関経連会長、関西電力会長
- 永野重雄 - 新日本製鐵会長、日本商工会議所会頭
- 桜田武 - 日清紡績会長、日本経営者団体連盟（日経連）会長
- 大原総一郎 - 倉敷レーヨン社長
- 銭高輝之 - 銭高組社長
- 岡部楠男 - 日本鉱業社長
- 荻野正孝 - 第一銀行頭取
- 坂東依彦- 関西ペイント社長
- 工藤昭四郎 – 東京都民銀行頭取、経済同友会代表幹事
- 白石古京 - 京都新聞社社長、日本新聞協会会長
- 富久力松 - 東洋ゴム工業社長・会長
- 井上英煕 - 日本セメント社長、経済同友会代表幹事
- 河合堯晴 - 日本鉱業会長
- 岡村新市 - 大和證券社長
- 安部志雄 - 大和證券社長
- 阿部荘吉 - 日本毛織社長
- 守屋学治 - 三菱重工業社長
- 横田信夫 - 富士重工業社長、日本電信電話公社副総裁
- 佐々木定道 - 富士重工業社長、日産自動車副社長
- 吉田確太 - 電源開発総裁、東京電力副社長
- 伍堂輝雄 - 日本航空会長、永野重雄の弟
- 梅島貞 - 毎日新聞社社長
- 松沢卓二 - 富士銀行会長、日経連副会長
- 河合滉二 - サッポロビール社長
- 亀井正夫 - 住友電工会長、関西国際空港会長
- 青木精太郎 - 京阪電気鉄道社長
- 田中隆造 - 阪神電気鉄道社長
- 平賀潤二 - 昭和電線電纜会長
- 稲井好広 - 三菱金属会長
- 牧野耕二 - 住友信託銀行会長
- 矢鍋健一 - 日産ディーゼル（現・UDトラックス）社長
- 森岡茂夫 - 山之内製薬社長
- 建内保興 - 日本石油会長
- 岩本賢太郎 - 日本石油社長
- 岸本泰延 - 昭和電工会長
- 平田豊 - ユニチカ社長
- 小松康 - 住友銀行頭取
- 江尻宏一郎 - 三井物産会長
- 山田稔 - ダイキン工業社長
- 端田泰三 - 富士銀行頭取・会長、日経連副会長
- 藤井義弘 - 日立造船社長
- 松成博茂 - 川崎汽船社長
- 山中卓 - 横河電機社長
- 澤村治夫 - 三井東圧化学会長
- 和田角平 - セントラル硝子社長
- 石井泰之助 - 三井造船社長
- 伊賀弘三良 - 祥伝社社長
- 藤村正哉 - 三菱マテリアル会長
- 金川千尋 - 信越化学工業会長
- 太田薫 - 日本労働組合総評議会第5代議長、春闘生みの親
- 早川勝 – 日本経営者団体連盟専務理事
- 松岡良明 - 山陽新聞社社長
- 松崎芳伸 – 日経連専務理事
- 守分十 - 元中国銀行頭取
- 藤田正藏－中鉄バス社長
- 湯川正夫 - 八幡製鐵副社長、日本ラグビーフットボール協会4代会長、アジアラグビーフットボール連盟初代会長

### 文化
- 橋本増吉 - 歴史学者、東洋大学学長
- 井戸泰 - 医学者、九州帝国大学教授
- 桑田義備 - 植物細胞学者、京都帝国大学名誉教授、文化勲章受章
- 清野謙次 - 病理学者、京都帝国大学教授
- 萩原朔太郎 - 詩人、五高より転入→中退→慶大予科へ転校
- 中島重 - 法学者、社会学者、キリスト教思想家。多元的国家論者、社会的基督教者、同志社大学SCM指導者
- 宮本英雄 - 法学者、京都帝国大学教授、滝川事件により辞職
- 藤井厚二 - 建築家、建築環境工学の開拓者
- 内田百閒 - 作家、法政大学教授
- 土方成美 - 経済学者、東京帝国大学教授、平賀粛学により休職
- 仁科芳雄 - 物理学者、理化学研究所長、文化勲章受章
- 出隆 - 哲学者、東京大学教授
- 石川興二 - 経済学者、京都大学名誉教授
- 阿部清 - 電気工学者、京都大学名誉教授
- 郭沫若 - 作家・歴史学者、中国留学生
- 中田瑞穂 - 脳神経外科学者、新潟大学名誉教授
- 武居高四郎 - 都市計画家、土木工学者。京都大学名誉教授
- 秋山範二 - 哲学者、滋賀大学名誉教授
- 久留間鮫造 - 経済学者、法政大学大原社会問題研究所長、法政大学名誉教授
- 内田勇三郎 - 心理学者、東京高等獣医学校教授
- 三宅剛一 - 哲学者、東北大学教授、京都大学教授
- 黒正巌 - 経済史家、六高校長、大阪経済大学初代学長
- 堀口捨巳 - 建築家、明治大学教授
- 蔵内数太 - 社会学者、大阪大学名誉教授
- 尹日善 - 医学者、ソウル大学校総長
- 稲垣巌 - 英語教師、明治の文豪小泉八雲の次男
- 中村琢二 - 洋画家
- 宇野弘蔵 - マルクス経済学者、東京大学教授
- 蒲原重雄 - 建築家、代表作に小菅刑務所（現・東京拘置所）
- 田岡良一 - 国際法学者、京都大学名誉教授
- 磯崎辰五郎 - 法学者、大阪大学名誉教授
- 宇賀田順三 - 行政法学者、九州帝国大学教授、八幡大学学長
- 藤島亥治郎 - 建築史家
- 吉益脩夫 - 心理学者、東京大学教授、「犯罪生活曲線」の提唱者
- 時枝誠記 - 言語学者、東京大学名誉教授
- 宮地伝三郎 - 動物生態学者、京都大学名誉教授
- 上林正矩 -  経済学者、中央大学教授、神戸大学教授
- 岸本誠二郎 - 経済学者、京都大学名誉教授
- 宮地政司 - 天文学者、東京大学教授
- 岸本英夫 - 宗教学者、國學院大學・東京大学教授
- 原田慶吉 - ローマ法学者、東京帝国大学教授
- 葉上照澄 - 大正大学教授、延暦寺大阿闍梨長﨟
- 森谷克己 - 経済学者、岡山大学教授、武蔵大学教授
- 大山定一 - ドイツ文学者、京都大学名誉教授
- 高木孝詮 - 法学者、八幡大学学長
- 唐島基智三 - 政治評論家
- 守屋典郎 - 経済学者
- 高津春繁 - 言語学者、西洋古典学者、東京大学教授
- 三宅貞祥 - 動物学者、九州大学名誉教授
- 石塚太喜治 - 美術史学者・洋画家・版画家、中華民国国立北平芸術専科学校（現中国中央美術学院）教授
- 梶谷鐶 -  医学者、癌研究会附属病院院長
- 浦辺鎮太郎 - 建築家
- 時実利彦 - 大脳生理学者、東京大学教授
- 青山秀夫 - 経済学者、京都大学名誉教授
- 榊原仟 - 医学者、東京女子医科大学教授
- 佐伯富 - 東洋史学者、京都大学名誉教授
- 岸本英太郎 - 経済学者、京都大学教授
- 熊谷尚夫 - 経済学者、大阪大学教授
- 福武直 - 社会学者、東京大学教授
- 西嶋定生 - 中国史学者、東京大学名誉教授
- 谷口清超 - 生長の家第2代総裁
- 山田信夫 - 中央アジア史学者、大阪大学名誉教授
- 梁瀬義亮 - 医師、仏教研究者
- 藤原弘達 - 政治学者、明治大学教授
- 川竹和夫 - 国際コミュニケーション研究、NHK放送世論調査所（現、NHK放送文化研究所）元（所長）、元東京女子大学教授、元駒沢女子大学教授
- 升味準之輔 - 政治学者、東京都立大学教授
- 大林辰蔵 - 宇宙物理学者、宇宙科学研究所名誉教授
- 川井健 - 民法学者、一橋大学名誉教授・学長
- 有地亨 - 民法学者、九州大学名誉教授、聖心女子大学名誉教授
- 藤井隆 - 経済学者、慶應義塾大学教授、名古屋大学名誉教授
- 石塚睦 - 電波天文学者
- 飯島耕一 - 詩人
- 三木稔 - 作曲家

### その他
- 奈良原三次 - 男爵、国産機初飛行成功者（奈良原式二号）